# Lorica haurakiensis
Lorica haurakiensis is een keverslakkensoort uit de familie van de Loricidae. De wetenschappelijke naam van de soort is voor het eerst geldig gepubliceerd in 1921 door Mestayer.